# Si j'étais lui
Pour plus de détails, voir Fiche technique et Distribution.
Si j’étais lui est un téléfilm français réalisé par Philippe Triboit en 2002.

## Synopsis
Tristan est amoureux d’Ariane, la femme de son meilleur ami. Il veut oublier cet amour en partant à l’étranger, mais en vain. À son retour, il déclare son amour à Ariane mais il est ridiculisé et tente alors de se suicider. Il est sauvé grâce à l’intervention d’un mystérieux Gabriel qui donne à boire à Tristan et à son ami un liquide au pouvoir magique qui échange leur personnalité.

## Fiche technique
Source : IMDb, sauf mention contraire
- Réalisateur : Philippe Triboit
- Scénariste : François Heller et Catherine Ramberg adapté d'après un roman de Théophile Gautier
- Producteurs : Nicole Flipo, Simone Halberstadt Harari
- Musique du film : Frédéric Porte
- Directeur de la photographie : Mário Barroso
- Montage : Sophie Rouffio
- Distribution des rôles : Frédérique Amand et Francis Rignault
- Création des décors : Régis Des Plas
- Création des costumes : Nathalie Lecoultre
- Société de production : Télé-Images Création
- Société de distribution : France 2 Cinéma
- Format : Couleur - Son stéréo
- Pays d'origine : France
- Genre : Comédie
- Durée : 88 minutes
- Date de diffusion : 30 décembre 2002 sur France 2

## Distribution
- Cristiana Reali : Ariane
- Stéphane Freiss : Léo
- Élie Semoun : Tristan
- Omar Sy : Gabriel
- Caroline Baehr : Marie Juvignac
- Francine Bergé : Madame Fontana
- Anne Marivin : Dany
- Hervé Dubourjal : Delmasse
- Jean-Michel Lahmi : Le médecin pompier
- Philippe Awat : Le type baraque
- Emmanuelle Rozes : La femme du type baraque
- Maurice Antoni : L'homme dans l'impasse
- Brigitte Belle : La vendeuse bijouterie
- Éric Naggar : Le fou